# Su lamentu de su pastore
Su lamentu de su pastore (Il lamento del pastore) è l'album di esordio del Gruppo Rubanu, pubblicato nel 1975 dalla Aedo. 
Nell'album sono incisi brani originali con i testi di Nicolò Rubanu ed alcuni classici della letteratura sarda.

## Tracce
1. Pratobello - (Nicolò Rubanu) - 3:10
2. Barones sa tirannia - (Francesco Ignazio Mannu ) - 5:43
3. Ballu cantau - 5:22
4. Su lamentu de su pastore - (Nicolò Rubanu) - 3:54
5. Nanneddu meu - (Peppino Mereu) - 3:58
6. Deo no isco sos carabineris - (Peppino Mereu) - 5:26
7. Su corazu - (Luigi Marteddu) - 1:46
8. Pastores dae totu sos cuiles - (Nicolò Rubanu)  (Sa Nuoresa)- 2:01
9. Su grande agrariu - (Luigi Marteddu) - 2:52
10. Mutos - 2:23